# Ben Tapuai

a Compétitions nationales et continentales officielles uniquement.

b Matchs officiels uniquement.
Dernière mise à jour le 1 juillet 2025.
Ben Tapuai, né le 19 janvier 1989 à Brisbane (Australie), est un joueur international australien d'origine samoane de rugby à XV qui évolue au poste de centre.

## Biographie
Ben Tapuai, d'origine samoane, naît à Brisbane, mais grandit à Melbourne en Australie.
En 2008, il représente son pays dans l'équipe des moins de 20 ans au Japon, puis participe au championnat du monde junior 2008 au pays de Galles.
En 2009, il fait ses débuts en Super 14 avec les Queensland Reds.
En 2011, avec Sunnybank Rugby, il remporte la compétition Queensland Premier Rugby, associé à son frère l'ailier Rex Tapuai.
Cette même année, il fait ses débuts avec les Wallabies lors de la victoire de l'Australie contre les Barbarians à Twickenham, puis en jouant contre le pays de Galles, à Cardiff.
En 2016, il rejoint le club anglais de Bath, puis en 2018 les Harlequins. Il remporte la finale du Championnat d'Angleterre en 2021 face à Exeter (40-38).
Il quitte l'Angleterre pour l'Afrique du Sud en 2021, où il rejoint l'effectif des Sharks de Durban.
À partir de la saison 2023-2024, il rejoint la France et le club de l'Union Bordeaux Bègles.